# W76
W76 là một đầu đạn nhiệt hạch của Mỹ được thiết kế để sử dụng trên tên lửa đạn đạo phóng từ tàu ngầm UGM-96 Trident I và sau đó đã được sử dụng trên tên lửa UGM-133 Trident II sau khi tên lửa Trident I được loại biên. Phiên bản đầu tiên, W76 mod 0 (W76-0) được sản xuất từ năm 1978 đến năm 19987 và được thay thế bởi đầu đạn W76 mod 1 (W76-1) từ năm 2008 đến năm 2018 hoàn thành việc thay thế đầu đạn Mod 0. Năm 2018, người ta tuyên bố đầu đạn Mod 1 sẽ được chuyển đổi thành phiên bản có đương lượng nổ thấp hơn W76 mod 2 (W76-2). Phiên bản Mod 2 được triển khai cuối năm 2019.

## History
Đầu đạn ban đầu được sản xuất từ năm 1978 đến 1987 và được thiết kế bởi Phòng thí nghiệm quốc gia Los Alamos. Ban đầu nó được trang bị cho SLBM Trident I, nhưng sau khi nhà máy Rocky Flats nơi sản xuất đầu đạn W88 bị đóng cửa vào năm 1989 sau khi chỉ sản xuất được 400 đầu đạn, người ta quyết định chuyển đầu đạn W76 sang sử dụng cho cả tên lửa Trident II.
Chương trình kéo dài tuổi thọ (LEP) cho 800 đầu đạn được chính phủ Mỹ phê duyệt vào năm 2000, sau đó tăng lên 2.000 đầu đạn. Mục đích của chương trình là kéo dài tuổi thọ sử dụng đầu đạn thêm 20 năm và bổ sung các tính năng an toàn mới. Việc sản xuất phiên bản W76-1 bắt đầu vào tháng 9 năm 2008 và Cơ quan An ninh Hạt nhân Quốc gia đã hoàn thành sửa đổi tất cả các đầu đạn W76-0 lên thiết kế W76-1 vào tháng 12 năm 2018.
Bản Đánh giá tình hình hạt nhân năm 2018 đã thông báo rằng một phiên bản mới, W76-2, sẽ được sản xuất. Biến thể W76-2 được mô tả là đầu đạn công suất thấp, ước tính tương đương khoảng 5-7 kiloton TNT. Cơ quan An ninh Hạt nhân Quốc gia thông báo rằng họ đã bắt đầu sản xuất W76-2 vào tháng 1 năm 2019. Khả năng vận hành ban đầu dự kiến vào quý cuối cùng của năm 2019, và việc sản xuất dự kiến sẽ kéo dài đến năm tài chính 2024 tại Nhà máy Pantex. Theo FAS, đầu đạn W76-2 lần đầu tiên được triển khai với USS Tennessee trong chuyến tuần tra hoạt động cuối năm 2019. Bộ Quốc phòng Hoa Kỳ xác nhận vào tháng 2 năm 2020 rằng W76-2 đã được triển khai.
Đầu đạn hiện là loại vũ khí có số lượng nhiều nhất trong kho vũ khí hạt nhân của Hoa Kỳ, thay thế đầu đạn W68 50 kt trên UGM-73 Poseidon.
Vương Quốc Anh cũng sử dụng đầu đạn W76-1 với tên gọi "Holbrook".

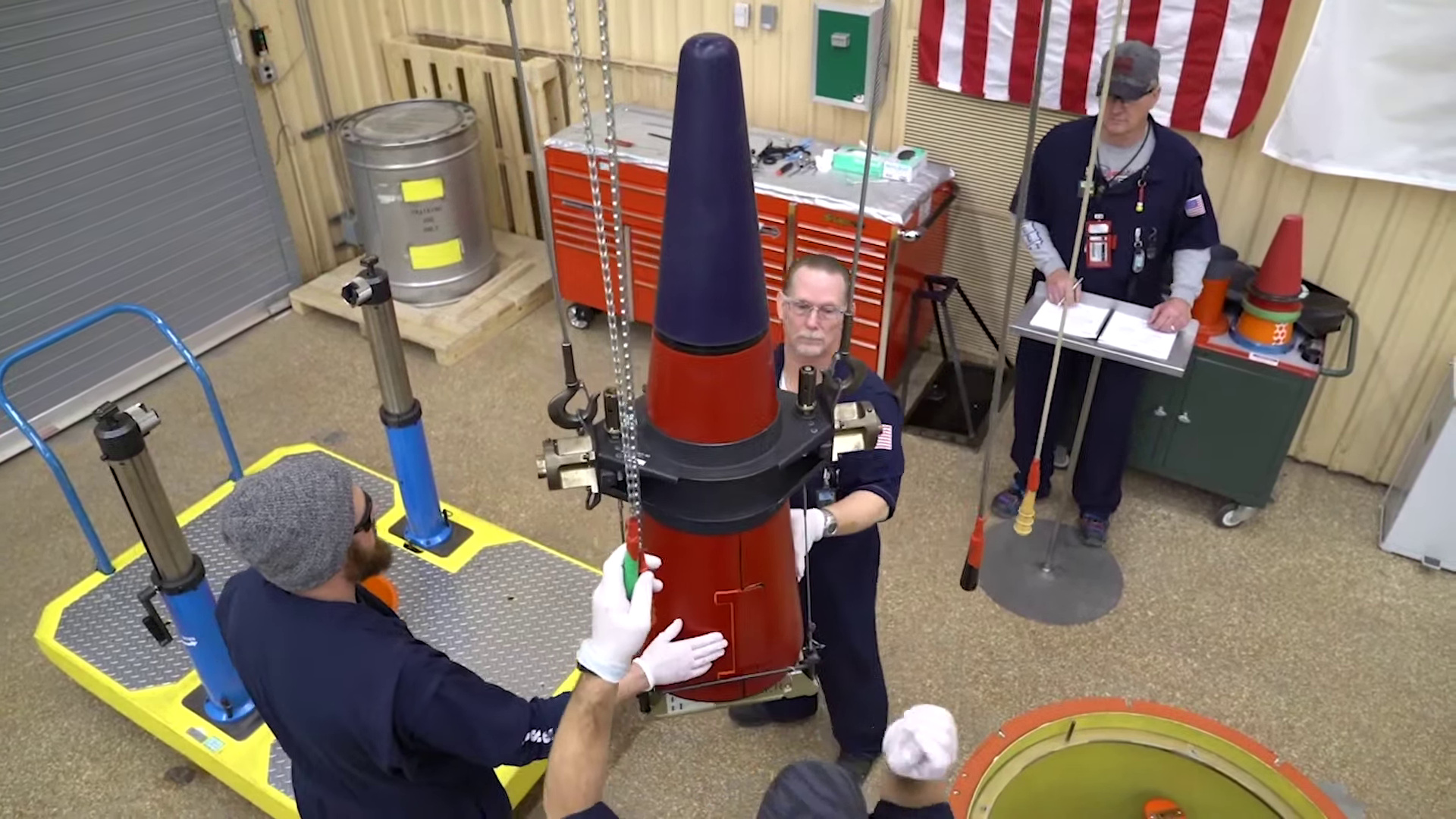
Đầu đạn W76-1